# Рескупорід II (цар астеїв)
Рескупорід II (д/н — 13 до н. е./11 до н. е.) — останній володар Одрисько-астейського царства в 18—13/11 роках до н. е.

## Життєпис
Син царя Котіса VII. Після його смерті у 18 році до н. е. стає царем. При цьому значну владу здобув його шварг Реметалк I, цар сапеїв (його помилково деякі дослідники розглядають як брата Рескупоріда II). У 13 році до н. е. почалися війни проти фракійського племені бессів, що повстали. У 13 році до н. е. римляни і одриски зазнали поразки. 
Згодом Рескупорід II загинув в одній з битв з бессами на чолі з вождем Вологасом. Це сталося між 13 та 11 роками до н. е., ймовірніше 12 року до н. е. Внаслідок цього Одриське царство було захоплено бессами. Лише у 11 році до н. е. за підтримки римлян Реметалк I зумів остаточно затвердитися тут, заснувавши Сапейську династію. Втім землі астеїв було приєднано до Риму.